# Emmanuel Antwi
Emmanuel Antwi (5 maggio 1996) è un calciatore ghanese, difensore del Příbram.

## Carriera

### Club
Ha giocato nella prima divisione ceca.

### Nazionale
Nel 2015 ha partecipato alla Coppa d'Africa Under-20, chiusa al terzo posto.